# Voluntarios para la Defensa de la Patria
Los Voluntarios para la Defensa de la Patria (en francés: Volontaires pour la défense de la patrie, abreviado VDP) es un grupo armado de autodefensa en Burkina Faso creado para luchar contra los insurgentes yihadistas. Es una fuerza auxiliar que apoya a las Fuerzas Armadas de Burkina Faso.

## Historia
El 7 de noviembre de 2019, tras un ataque yihadista a un convoy minero, el presidente de Burkina Faso pidió la creación de una fuerza civil de autodefensa. El 21 de enero de 2020, el parlamento de Burkina Faso aprobó una ley por la que se crean los Voluntarios para la Defensa de la Patria. La ley estipulaba que las personas podían unirse voluntariamente al VDP y que después de 14 días de entrenamiento debían ser equipadas con equipos de comunicación y visión, además de armas. Miembros del VDP han sido acusados del asesinato de 19 hombres cerca de Manja Hien en febrero de 2020 y de ataques a aldeas del pueblo fulani en Yatenga, en los que murieron 43 personas.
El 4 de junio de 2021, durante las masacres de Solhan y Tadaryat, yihadistas atacaron los cuarteles del VDP antes de atacar a los civiles. El 11 de junio de 2021 seis combatientes del VDP fueron asesinados en una emboscada yihadista en Kogolbaraogo. En diciembre de 2021, un ataque yihadista mató a muchos combatientes del VDP, incluido uno de sus líderes, Ladij Joro.